# Biserica de lemn din Lelei
Biserica de lemn din Lelei, comuna Hodod, județul Satu Mare, datează din anul 1728. Are hramul „Sfinții Arhangheli Mihail și Gavriil”. Biserica se află pe noua listă a monumentelor istorice sub codul LMI:  SM-II-m-B-05321.

## Imagini
Baza de date cu biserici de lemn de la Institutul de Memorie Culturală